# Kate Cary
Kate Cary (nacida el 4 de noviembre de 1967 en Birmingham, Inglaterra) es una autora, reconocida mayormente por su trabajo en la serie de novelas de Los gatos guerreros.

## Trabajos
Cary es una colaboradora, junto a varios otros, del pseudónimo. Es también la autora de una serie de libros titulada Bloodline.

### Los Gatos Guerreros
Cary ha escrito En Territorio Salvaje, (Into the Wild) , Fuego y Hielo(Fire and Ice (Hunter novel)), La Vista(The sight), La Última Esperanza(The Last Hope) y La profecía de Estrella Azul (Bluestar's Prophecy), entre otros títulos de la serie. Ha declarado que se siente apegada a los personajes de las novelas y normalmente se siente consternada al escribir escenas de muerte. También indica que Loch Lomond fue una inspiración para ella al escribir el territorio del Clan del Trueno en las novelas.

### Bloodline
El primer libro de la serie Bloodline fue escrito en 2005, sencillamente titulado como Bloodline. Es una secuela no oficial de Drácula y es una Novela epistolar teniendo lugar durante Primera Guerra Mundial. Kirkus Reviews alabó sus plot twists, pero dijo que la novela tenía personajes planos. También escribió una secuela titulada Bloodline:Reckoning en 2007. La crítica de Kirkus habla sobre cómo el mal ritmo y la caracterización dañó la historia, pero la tensión se mantiene elevada por riscos y misterios.

## Biografía
Cary Nació a las afueras de Birmingham el 4 de noviembre de 1967. Escribió su primer libro cuando tenía cuatro años, y desde entonces ha sido una entusiasta de la escritura. Cary ha declarado que ha amado a los gatos desde los 6 años. Estudió en el colegio para niñas King Edward VI Instituto en Edgbaston, para tiempo después mudarse a Surrey para estudiar Historia en Royal Holloway, University of London (RHUL), donde se graduó en 1989. Después de dejar la universidad, comenzó a enviar sus libros a editores, casi siempre siendo rechazada. Finalmente, descubriría un pequeño editor quién la contrató para escribir libros de actividades. En 2003, Cary envió una muestra de escritura a Victoria Holmes en Socios Laborables. Holmes le ofreció una posición para escribir la serie de Los Gatos Guerreros, donde compartiría trabajo con Cherith Baldry y la misma Holmes para continuar con el programa editorial.
Cary se mudó a Escocia en 1992, donde tuvo a su hijo, Joshua, en 1997. Cary regresó a Inglaterra en 2004, donde actualmente vive.

## BlogClan
Cary creó un sitio web (no oficial) para la serie de Los Gatos Guerreros llamado BlogClan. Ella publica algunas veces en el sitio, conocida por su nombre de usuario: "Cakestar", y ha llamado la atención de muchos seguidores de la serie. El sitio ha tenido múltiples wikis asociadas y sitios de role-play creados por miembros.